# John Baptist Kakubi
John Baptist Kakubi (* 23. September 1929 in Birundama; † 11. Februar 2016 in Kampala) war ein ugandischer Geistlicher und römisch-katholischer Bischof von Mbarara.

## Leben
John Baptist Kakubi empfing am 11. Juni 1960 die Priesterweihe für das Bistum Mbarara.
Papst Paul VI. ernannte ihn am 26. Juni 1969 zum Bischof von Mbarara. Der Papst persönlich spendete ihm am 1. August desselben Jahres in Kampala die Bischofsweihe; Mitkonsekratoren waren Erzbischof Sergio Pignedoli, Sekretär der Kongregation für die Evangelisierung der Völker, und Emmanuel Kiwanuka Nsubuga, Erzbischof von Kampala.
Am 23. November 1991 nahm Papst Johannes Paul II.  seinen vorzeitigen Rücktritt an.